# Ziua eliberării (Republica Moldova)
Ziua eliberării Moldovei de sub ocupația fascistă este o sărbătoare din Republica Moldova, ce comemorează succesul ofensivei Iași-Chișinău. Este sârbătorită pe 24 august. Este de asemenea o sărbătoare și în auto-proclamata Transnistrie.

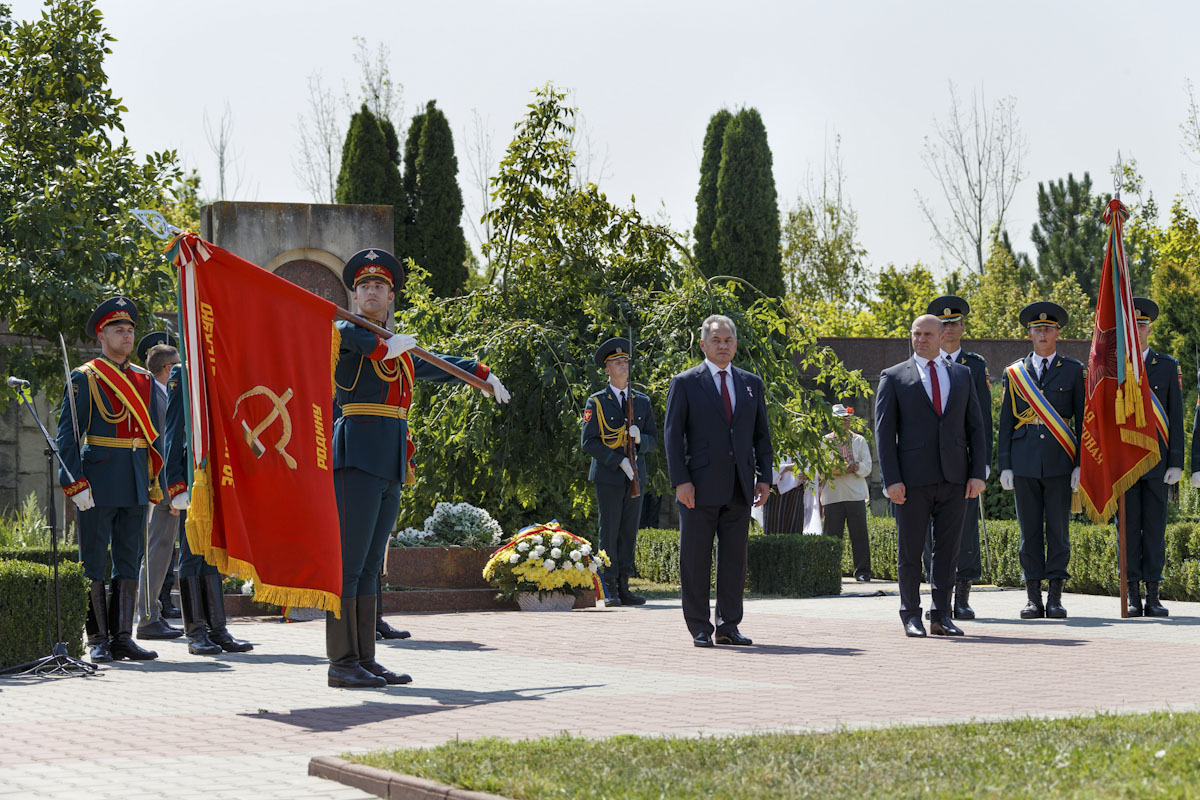
Ziua eliberării sărbătorită în Anenii Noi

## După independența Moldovei
După căderea regimului sovietic, sărbătoarea a fost criticată de partidele pro-europene și unioniste. Sărbători majore au avut loc în timpul președinților Vladimir Voronin și Igor Dodon, ambii pro-ruși.

### A 75-a aniversare
La a 75-a aniversare, a participat și ministrul rus al apărării Serghei Șoigu, la solicitarea ministrului moldovean Pavel Voicu.
Vizita a fost criticată de premierul Maia Sandu.

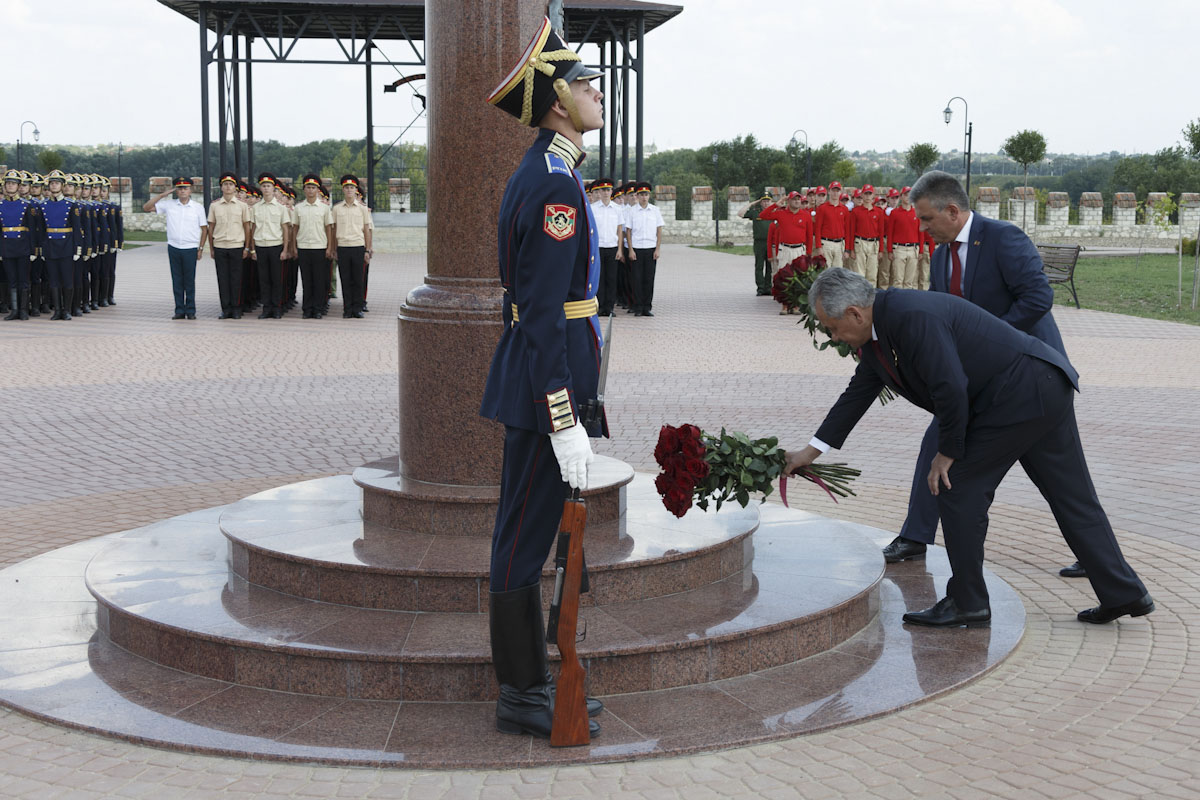
Șoigu și președintele Transnistriei, Vadim Krasnoselski

Șoigu a mai participat în paralel și la o ceremonie în Transnistria.